# 比西发定
比西发定（开发代号：DOV-220,075）是一种含氮有机化合物，分子式C12H15N，可用作5-羟色胺、去甲肾上腺素和多巴胺再摄取抑制剂（SNDRI），由美国氰胺公司作为镇痛药开发，在其被惠氏收购后交由DOV制药。